# Park Narodowy Ankarafantsika
Park Narodowy Ankarafantsika – park narodowy położony w północno-zachodniej części Madagaskaru, w regionie Boeny, w dystryktach Ambato-Boina oraz Marovoay. Zajmuje powierzchnię 130 026  ha.
Park powstał, by chronić roślinność składającą się głównie z relatywnie niskiego i karłowatego lasu liściastego na obszarach sawanny oraz lasów wokół jeziora Ravelobe. Jest to ostatnie schronienie wielu gatunków roślin i zwierząt. Spotkamy tu przede wszystkim lemury oraz endemiczne ptaki.

## Położenie
Zachodnią granicę parku stanowi rzeka Betsiboka, natomiast wschodnią Mahajamba. Przez teren parku przebiega droga Route nationale 4. Położony jest w odległości 450 km od Antananarywy i 115 km od Mahajangi.

## Flora
Roślinność parku jest bardzo zróżnicowana. Istnieje tu 823 gatunków roślin, z których 82% to rośliny endemiczne. Występują tu między innymi takie gatunki jak Baudouinia fluggeiformis, Cedrelopsis grevei, Hymenodictyon occidental, Poupartia silvatica czy Polyalthia henricii. Ponadto rosną tu baobaby, dzika wanilia czy Sakoanala.

## Fauna
Głównym motywem założenia parku była ochrona licznie występujących tutaj gatunków lemurów i ptaków. Zaobserwowano w parku 8 gatunków lemurów, w tym 5 typowo nocnych gatunków rodzaju Microcebus – jednych z najmniejszych przedstawicieli naczelnych na świecie. Ponadto zarejestrowano 129 gatunków ptaków, z których 75 to gatunki endemiczne. Park jest także schronieniem dla endemicznych gatunków gadów i płazów. Zaobserwowano tu 10 gatunków płazów oraz 44 gatunki gadów. Niektóre z nich są rzadko spotykane, zagrożone lub występują na ograniczonym obszarze. Wśród nich można wyróżnić gatunki Furcifer rhinoceratus, Brookesia decaryi, żółwia błotnego, Erymnochelys madagascariensis, a także węże – boa madagaskarskiego, Boa manditra czy Liophidium therezieni.
W parku można spotkać endemicznego leśnego ptaka – wangę rdzawą (Schetba rufa). Jest to średniej wielkości ptak ubarwiony w rudy, biały i czarny kolor. Jest to gatunek prezentujący dymorfizm płciowy. Z innych gatunków ptaków w parku zaobserwowano między innymi bielika madagaskarskiego, pustułkę prążkowaną czy wangę białogardłą.
Wśród lemurów występujących w parku można wyróżnić gatunki: lemurię manguścią (Eulemur mongoz), lemurka średniego (Cheirogaleus medius), mikruska myszatego (Microcebus murinus) czy mikruska złotobrązowego (Microcebus ravelobensis).

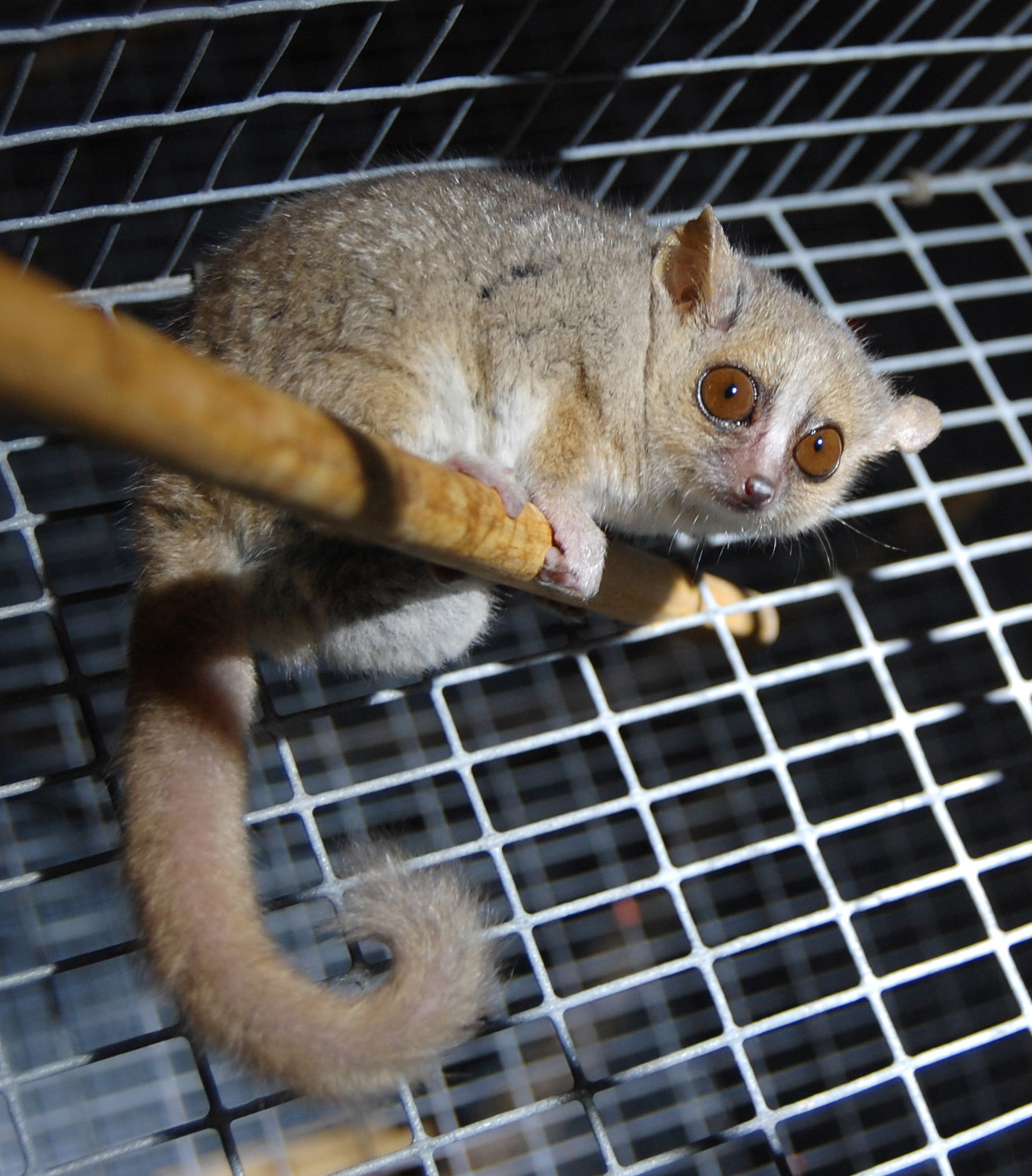
Mikrusek myszaty
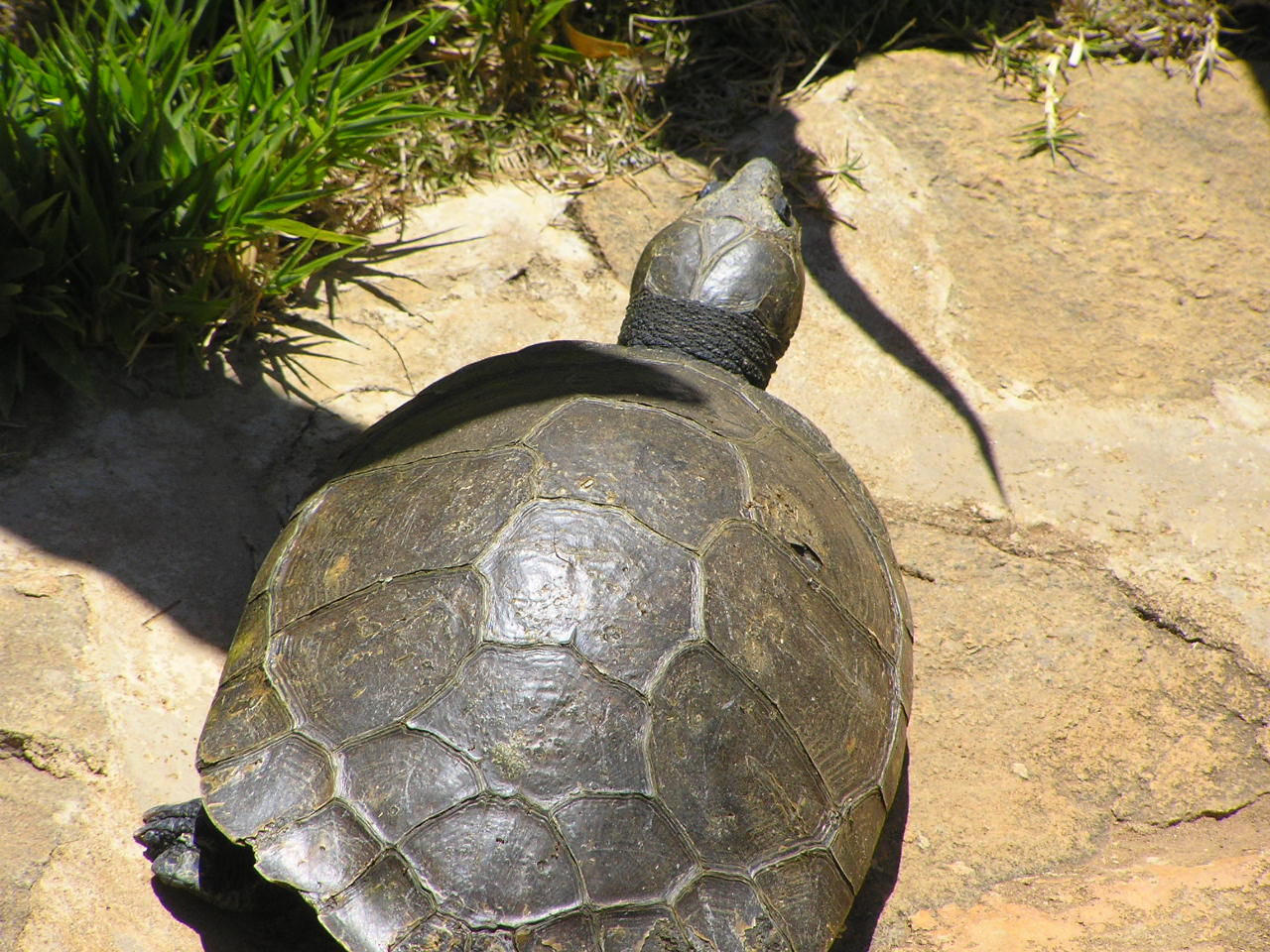
Erymnochelys madagascariensis
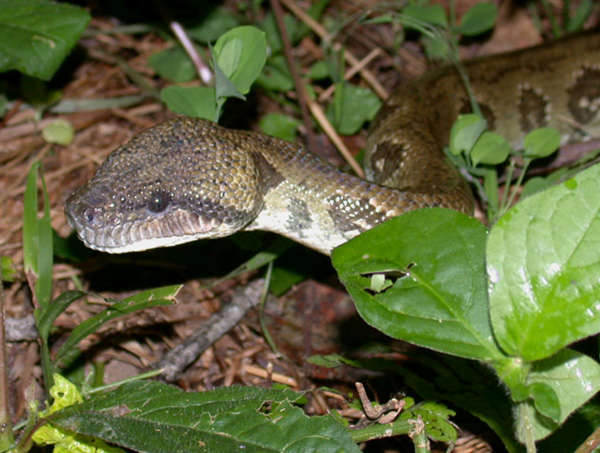
Boa manditra

## Ludność
Główną grupą etniczną zamieszkującą park jest lud Sakavala. Zajmują się oni głównie rolnictwem, w tym hodowlą zebu.

## Turystyka
Na terenie parku wytyczono szlaki turystyczne, które są dostępne dla turystów. Biuro parku znajduje się w Ampijoroa przy Route nationale 4. Można tam uzyskać wiele informacji na temat przyrody i tradycji związanych z ochroną tego obszaru.